# Let Your Hair Down
Let Your Hair Down (conocido como "Reencuentro con la Naturaleza" en Latinoamérica) es el séptimo episodio de la primera temporada de la serie de televisión estadounidense de drama/policial/fantasía Oscura Grimm. El episodio fue escrito por Naren Shankar en conjunto con Sarah Goldfinger, y la dirección estuvo a cargo de Holly Dale. El episodio se estrenó originalmente el 16 de diciembre del año 2011 por la cadena de televisión NBC. En América Latina el episodio debutó el 30 de enero del 2012 por el canal Unniversal Channel.
En este episodio la investigación de un violento asesinato en la profundidad de los bosques, lleva a Nick a reanudar un antiguo caso sin resolver, sobre la desaparición de una niña en la misma zona, la cual al parecer es la responsable del crimén.      

## Argumento
Una pareja de campistas, Dustin y Lauren pasan cerca del campamento de un vendedor de drogas, quien cree que los dos han visto suficiente y se prepara para asesinarlos. Sin embargo es el propio traficante el que termina siendo asesinado por una especie de criatura salvaje. Al día siguiente Nick y Hank llegan a la escena del crimen, donde encuentran el cadáver del traficante con el cuello dislocado. Los detectives encuentran lo que parece ser un pedazo de cabello en el cuello de la víctima y lo llevan a analizar. Nick decide investigar un poco más la escena y en el progreso tropieza con una blutbad hembra que lleva una enorme trenza de cabello que supera su propia estatura y que se aleja corriendo.   
En la comisaría, Nick y Hank son informados por Wu de una noticia impresionante: el cabello encontrado en el cadáver del traficante concuerda con el de Holly Clark, una niña desaparecida hace 9 años. Poco después a la comisaría llegan Micah y Roland Blake, los hermanos del vendedor de drogas, los cuales se muestran muy furiosos y dolidos por la pérdida de su hermano. Lo que los detectives ignoran, es que los Blake secuestran a Dustin, y lo someten a una tortura inhumana con tal de interceptar al asesino de su hermano Delmar. 
Mientras tanto Nick visita a Monroe, quien se encontraba decorando su casa con muchos objetos de Navidad. Nick le pide el favor de rastrear a la niña desaparecida, pero el Blutbad accede a hacerlo muy temprano por la mañana. En otra parte de Oregon, Bud, el cobarde mecánico castor que conoció a Nick, le cuenta a sus amigos que se topó con un Grimm. Escépticos, sus amigos le piden pruebas y este accede llevarlos a su hogar donde los tres contemplan con miedo ver a Nick llegar a su hogar con para estar con su novia Juliette.  
Con la ayuda de Hank, Nick consigue re abrir el caso de la desparicion de Holly Clark. Nick y Monroe van al bosque para rastrear a Holly, mientras Hank se dirige a interrogar a la Sra. Clark sobre lo que ocurrió el día que vio por última vez a su hijastra; la mujer comenta que esta solía llevarla mucho a acampar y que pedían prestado el equipo a su antiguo vecino, James Addison. Al escuchar esto, Hank comienza la búsqueda por James Addison para cerrar el caso. Al encontrar a James, el hombre afirma que el día de la desaparición de la niña, este fue hospitalizado por una mordida que le dio un animal salvaje.
Mientras en el bosque, Monroe y Nick se topan con Holly y la siguen hasta su refugio, el cual resulta ser una cabaña situada en la cima de un árbol. Allí los dos descubren que la Blutbad esta herida por su confrontamiento con Delmar. Aun en contra de los deseos de Monroe, Nick baja del árbol para pedir ayuda para Holly. No obstante las cosas se complican cuando los Blake aparecen dispuestos a vengar a su hermano, quienes proceden a atacar Monroe. En ese momento Nick aparece para intentar controlar la situación; pero Holly se aprovecha para asesinar a uno de los hermanos y Nick le dispara al segundo.
Monroe y Nick llevan a una exhausta Holly al hospital. Nick llama a Hank para informarle que encontró a la niña desaparecida y un equipo de acampar con el nombre "Addison". Esto es utilizado como prueba para retener a James, quien al escuchar que Holly sigue viva, confiesa haberla secuestrado y ruega porque no la acerquen a él, pues ella fue la responsable de morderlo en la pierna. Más tarde, Nick le pide a Holly que identifique el hombre que la secuestró y esta apunta firmemente a James mientras sus ojos brillan de color rojo.

## Elenco
- David Giuntoli como Nick Burkhardt.
- Russell Hornsby como Hank Griffin.
- Bitsie Tulloch como Juliette Silverton.
- Silas Weir Mitchell como Monroe.
- Sasha Roiz como el capitán Renard.
- Reggie Lee como el sargento Wu.

## Producción
El argumento del episodio y la frase al inicio del mismo fue inspirado por el cuento infantil Rapunzel, un relato escrito e ilustrado por los hermanos Grimm.  
Este fue el último episodio de la serie en ser transmitida en lo que quedaba del 2011 en los Estados Unidos.

### Continuidad
- Monroe revela que le encantan las festividades, sobre todo la Navidad.
- Bud regresa nuevamente a la serie, tras su debut en Danse Macabre.

## Recepción

### Audiencia
En su semana de estreno en los Estados Unidos, Let Your Hair Down fue recibido con un total de 5.160.000 de espectadores.

### Crítica
Kevin McFarland de AV Club le dio al episodio una B- en una categoría de la A a la F. Comentando: "Hay muchos más cabos sueltos que en cualquier otro episodio de Grimm. Todavía esta en un estado flojo y no sabe lo que quiere ser. Estoy a bordo del viaje, y un episodio que cuenta con Silas Weir Mitchell con un rol importante no puede ser malo, pero [Let Your Hair Down] es señal de que Grimm tiene demasiados platos en el aire y que si no tiene cuidado, todas van a venirse abajo y harán un lío enorme.
Amy Ratcliffe de IGN le dio al episodio un 8 en una escala del 1 al 10, argumentando: "El episodio nos demuestra que lo sobrenatural se puede mezclar con lo suave. Holly era un Blutbad, pero más importante, era una niña perdida. Ella sobrevivió sola en el bosque gracias a su lobocidad; pero fue capaz de volver a la realidad por su conexión con Monroe. El cuento de hadas era relevante para el episodio, pero no fue el centro del escenario. Las partes emocionantes y aterradoras de su apariencia fueron capaces de brillar a pesar de todo. Fue una mezcla ideal."